# Bingo im Kopf
Bingo im Kopf ist eine deutsche Fernsehkomödie aus dem Jahr 2019, inszeniert von Christian Theede.

## Handlung
Schlagerstar Mirko Mortauk hat in den 1990ern mit Bingo die Party-Hymne für eine ganze Generation geliefert. Nach Jahren des Erfolgs ist Mirko jedoch ausgebrannt und pleite. Sein Manager Siggi versucht verzweifelt, Mirkos Karriere durch einen Rap-Remix seines alten Hits wiederzubeleben. Doch Mirko braucht eine Pause und kehrt in seine bayerische Heimatstadt Sankt Maiwald zurück, wo er sich erholen soll.
Der Empfang dort ist allerdings kühl: Mirkos Schwester Elena, sein Bruder Goran und seine Jugendliebe Rosa haben ihm nicht verziehen, dass er für den Erfolg alles hinter sich gelassen hat.
Unterstützung bekommt Mirko jedoch von seinen Eltern: Seine Mutter besorgt ihm einen Minijob. Er soll den örtlichen Chor für einen Gesangswettbewerb fit machen und zum Sieg führen.
Diese Aufgabe wird zu einer großen Herausforderung, doch sie hilft Mirko, seine Liebe zur Musik wiederzufinden und seine kreativen Wurzeln neu zu entdecken. Durch die Arbeit mit dem Chor und die erneute Verbindung zu seiner Familie und den alten Freunden, überwindet Mirko seine Krise und gewinnt neue Lebensfreude.

## Veröffentlichung
Die Erstausstrahlung von Bingo im Kopf am 25. Oktober 2019 im Ersten wurde von 3,38 Millionen Zuschauern gesehen, was einem Marktanteil von 11,6 % entspricht.

## Kritik
Die Redaktion des Lexikon des internationalen Films vergab einen von fünf Sternen und urteilte: „Seichte, jederzeit vorhersehbare (Fernseh-)Komödie, die ihrem oft verwendeten Plot von der Rückkehr zu den Wurzeln keine frischen Ideen abgewinnt. Auch schauspielerisch und musikalisch bleibt der Film im Mittelmaß stecken.“
Tilmann P. Gangloff bemängelte auf Tittelbach.tv, dass die ARD-Tochter Degeto nach Camping mit Herz und Echte Bauern singen besser mit Bingo im Kopf „[z]um wiederholten Mal […] die Geschichte eines abgehalfterten Schlagerstars“ erzähle. Seiner Meinung nach sei Hauptdarsteller Pasquale Aleardi „einer der wenigen Gründe, die das Einschalten lohnenswert machen“.